# Viszony
A viszony egyike a három legfontosabb absztrakt kategóriának (dolog, tulajdonság, viszony). Idegen szóval reláció. Rokonértelmű szavak: az összefüggés és a kapcsolat.
Mivel a dolog és a szám fogalma mellett a leggyakrabban használt absztrakció a tulajdonság és a viszony, érdemes itt ezekről az alapismereteket – egymással összefüggésben, vagy egymáshoz kapcsolódóan -leírni, annak ellenére, hogy ez a három alapfogalom, mivel absztrakció, nem is létezik, csak a fejünkben.
A dolog, tulajdonság és viszony kategóriák között a következő függőség áll fenn:
	         Dolog	Tulajdonság	Viszony
Dolog		        >	        >
Tulajdonság	 >
Viszony	         >
Vagyis e kategóriákat egymással határozzuk meg, de a központi kategória maga a dolog.  A dolog révén közvetlenül definiáljuk a tulajdonság és a viszony fogalmát, ugyanakkor a tulajdonság kategóriáját visszafelé, a viszony kategória segítségével és visszafelé közvetítve a dolog kategóriája révén határozzuk meg.
A dolog, (a tény) a tulajdonság és a viszony kategóriák között kölcsönös átmenet van és kölcsönös összefüggés. Mindegyik kategória különös, elfajult esete a másik kategóriáknak. Éppen ez az elfajult jelleg teszi lehetővé, hogy az egyes kategóriák másba való átmenetét megállapítsuk, anélkül, hogy azonosítanánk ezeket.
Ha azonban úgy tekintjük, hogy az egyik kategória a másik közönséges, szabályos,  speciális esete, úgy ez az egyik kategória megszüntetéséhez és a másik hiposztatálásához, jelentőségének felnagyításához vezet. Egy viszony minőségeket tételez fel, ezek a viszonyok más viszonyokat stb. Ez nem jelenti, hogy még az absztrakcióban sem lehet a minőségeket és a viszonyokat szétválasztani.
Egy labdáról mondhatjuk, hogy gömbölyű, ha el is felejtjük az összes többi mértani forma létezését. A viszonyok megállapításának szükségszerűsége csak a megismerés magasabb szintjén merül fel. Ugyanúgy beszélhetünk valamilyen viszonyról, nem tisztázva a viszony minőségeit. Ezért jóllehet a dolgok, tulajdonságok és viszonyok között kölcsönös összefüggések és kölcsönös átmenetek állnak fenn, mégis e kategóriák mindegyike megőrzi viszonylagos önállóságát.
Egy és ugyanazon viszony, vagy egy és ugyanazon tulajdonság különböző dolgokban is előfordulhat, ez az analogikus következtetés, az analógiákat használó gondolkodás alapja.
Mondattani ismérvekkel előadva, egy ítéletben az alany egy dolog, míg a tulajdonságot az állítmány jelöli. A viszony is kifejezhető állítmánnyal, olyannal, amelyet egyszerre két vagy több dolog együttesének tulajdonítunk, külön-külön egyiknek sem.

## A dolog, a tulajdonság és a viszony kategóriáinak egymásba való átmenete
Ha egy dolog állapotát valamilyen módon megváltoztatjuk, előfordul, hogy egy meglévő tulajdonsága addig csökken, míg el nem tűnik, vagy el nem fajul. Ha szilárd testeket alacsony hőmérsékletre hűtjük, tulajdonságaik megváltoznak, elfajulnak. De tekinthető egy azon dolog is két és több különböző dolog elfajult esetének is. Az egyenes szakasz lehet a háromszög elfajult esete. De lehet két dolog is egymásnak elfajult esete is. Az ütközés a súrlódás speciális esete, a súrlódás meg az ütközés speciális esete. A görbe az egyenes, az egyenes a görbe speciális esete.

## A viszony mint tulajdonság
A viszony a tulajdonság különleges esetének tekinthető. Bármely viszony ugyanis jellemzi azokat a dolgokat, amelyek közt fennáll. A nagyobb (> ) viszony mennyiségeket jellemez, a testvér az emberek csoportjait. Ugyanaz a viszony különféle dolgok közt is létezhet ha azokat a dolgokat, amelyek között az adott viszony létezik, rendszernek, az az egyetlen dolognak tekintjük. Ilyenkor azt mondhatjuk, hogy a viszony közös ezekben a rendszerekben, azaz közös a dolgok egy osztályában (lásd: a tulajdonság, ami a dolgok egy osztályában közös).
De a viszony által jellemzett dolgot a közönséges tulajdonságtól eltérően nem különálló dolognak és nem is különálló dolgok halmazának tekintjük, hanem olyan elemek rendszerének, amelyek mindegyike feltételezi a többit.
A melléknevek a tárgyak tulajdonságait, ismertetőjegyeit jelölik. A viszonyokat ugyanúgy kifejezhetjük, ahogy a tulajdonságokat, tehát melléknevek segítségével. Például az egyenlő, barátságos és egyidejű melléknevek viszonyokat fejeznek ki dolgok között.

## Tulajdonság, mint dolog
A dolog tulajdonsága nem abszolút elemi, nem felbonthatatlan. A tulajdonságot más tulajdonságok összességeként, rendszereként lehet felfogni, a tulajdonság minőségek rendszere, azaz dolog. A tulajdonság, mint dolog – nyelvileg is látszik, amikor a tulajdonságot jelző szó főnév – például fehérség, merészség stb. Tehát megfelelő végződések segítségével bármely tulajdonság kifejezhető főnév által. A tulajdonság a dolog különös, speciális esete.

## A viszony, mint dolog
Viszony is felbontható viszonyok összességére, viszonyok rendszerének tekinthető. Az egyenlőség viszony a nem nagyobb és nem kisebb (< >) relációkból álló rendszer  viszony: mint dolog, meghatározott tulajdonságokkal rendelkezik például tranzitivitás, szimmetria és reflexivitás. Tartalmilag: rokonság, időbeli, oksági rokonsági stb.
A viszonyokat is dolgokat jelölő szavak, azaz főnevek jelölik: például barátság, harc, egyenlőség stb.

## A dolog mint tulajdonság
A dolog mint tulajdonságok rendszere maga is tulajdonságnak tekinthető. Bármely rendszer, ha bármely számú tulajdonságból áll, maga is tulajdonság lesz Bármely dolog a tulajdonság speciális esete. A dolognak tulajdonságként való felfogása az, amikor a tulajdonságot jelentő szavakkal melléknevekkel fejezzük ki: például szegény, okos, vörös. A szegénység tulajdonság mint dolog, a szegény a dolgot mint tulajdonságot fejezi ki. (angol példa: the poor)

## A tulajdonság mint viszony
Ugyanaz a dolog különböző viszonyokban más, néha ellenkező tulajdonságokkal rendelkezik. A tulajdonság ezen viszonylagossága csak úgy érthető, ha magát a tulajdonságot is viszonynak tekintjük.
A tulajdonság a viszony speciális esete. Az x tulajdonság meghatározott objektumhoz (objektumok osztályához való viszonyt adja meg.) Minden viszony más viszonyok rendszere, ha ezt bővítjük, bonyolultabb lesz, de továbbra is viszony marad. Egyetlen tulajdonságból álló rendszer, vagyis a tulajdonság önmagában szintén viszony.
Minden dolog más dolgokat egyetlen egésszé egyesít, rendszert képez belőlük. Ha megváltoztatjuk egy dolognak más dologhoz való viszonyát, a dolgot változtatjuk meg.

## Áttérés a tulajdonságokra
A dologról. Ezt a műveletet nevezzük hagyományos absztrakciónak. Ebben a folyamatban megkeressük azt, ami a különböző dolgokban közös és félredobunk minden mást. Mondjuk két embernek olyan tulajdonságát kell vizsgálni, amely két test közös tulajdonsága. Ez a két test összehasonlítható, mégpedig tömegük, nagyságuk, sűrűségük, alakjuk és végül eltérő színük szerint. Ha a két test fehér színű, és csak a színüket kell összehasonlítani, akkor ki fogjuk találni ezt a szót, hogy: fehérség. E szó segítségével teljes figyelmünket erre a tulajdonságra fordítjuk, amely közös a két testben és ily módon a fehérségük különböző árnyalatát illetően igen pontos ítéletet alkothatunk.

## Áttérés tulajdonságokra a dolgokról és a relációkról
Az absztrakció újabb típusa. Ebben a tulajdonságot nem közvetlenül emeljük ki a dolgok állományából, hanem közvetve, a reláció révén. Itt előfordulhat, hogy a tulajdonság nem volt eleve ismeretes, mivel a vizsgált tárgyakban meglévő új, még fel nem ismert tulajdonságok kiemelése céljából e tárgyakkal folytatott gyakorlati műveleteink közül kiemeljük más tárgyakhoz való olyan viszonyainkat, amelyek gyakorlatunk folyamán megvalósulnak. Ezek a viszonyok mindig egyenlőség típusú viszonyok (egymással való helyettesíthetőség, kölcsönösen egyértelmű megfelelés stb.). Az adott viszonyba lépő tárgyakban létező közös lesz az a tartalom (közös tulajdonság) amelyet keresünk és elvonatkoztatunk.

## Relációkra való áttérés
A relációk kiemelése bonyolultabb, mint az egyes tulajdonságok kiválasztása. A leíró tudományok a tárgyakat és tulajdonságaikat kutatják, nem fordítanak különös figyelmet a viszonyokra.  A relációk kiemeléséhez a formalizáció szükséges (lásd fizika tanulás: „Ha …-t tulajdonítunk minden e ----nek, és ---t minden -.-.-.nek, akkor …-t kell minden -.-.-.nek tulajdonítanunk stb.)  Különböző típusú kihagyásokat kell használnunk, de ez azért van, mert olyan elemekről van szó, amelyek különböző helyet foglalnak el a kiemelt relációban. A jelek semmiféle konkrét tárgyat nem jelölnek, bármit jelölnek, ami a „tulajdonítás” viszonyában lehet vagy előfordulhat.
A relációkat egyébként két nagy csoportra oszthatjuk: meghatározott változó számúakra és meghatározatlan változó számúakra. Az előbbieknél azoknak a dolgoknak a száma, amelyek között fennállhatnak a viszonyok, pontosan rögzített, a másiknál a szám különböző értéket vehet fel. A rokonértelmű szavaknak például van egy felső korlátja, lehet 10, 20, 100, de nem lehet egy millió. Az egy nyelvhez tartoznak relációnak nincs felső korlátja, ez felölelheti a szavak összes tartományát, amelyben ez a reláció létezik, vagyis az egész nyelv szókincsét. Tehát vannak alsó és felső korlátok: ezek kombinálásával meghatározatlan változó számú relációk nagyszámú különböző fajtáját kapjuk.

## A relációkról. Interpretáció (tolmácsolás, fordítás)
Formális szintaktikus rendszerről szemantikus rendszerre való áttérés. A szemantikus rendszer azoknak a jelentéseknek a rendszere, amelyeket a formális rendszer elemeivel állítanak szembe. A jelentések olyan dolgok összességét alkotják, amelyeket valamilyen terminussal jelölnek. Ilyen módon a szintaxisról a szemantikára való áttérés relációról dologra való áttérést jelent. Itt ezek a dolgok tulajdonságaik szerint a legkülönbözőbbek lehetnek. Akár az a benyomásunk is lehet, hogy e dolgok között nincs semmi közös. Például  egy és ugyanazon összefüggések, amelyek Boole algebrát alkotnak, interpretálhatók mint ítéletek, fogalmak, mint 0 és 1 számok, mint elemek a jelfogó rendszerekben. A relációk interpretációja abban különbözik az absztrakciókétól, hogy nem végezhető el tisztán annak alapján, ami már adva van. Az összes lehetséges interpretáció megtalálásához eleve az egész bennünket körülvevő világot kell vizsgálnunk, az eredmény határozatlan lesz, nem úgy, mint a formalizáláskor (ellentétével).
Formális jelöléssel. Vagyis minden egyes konkrét esetben ennek a diszjunkciónak egy tagját választjuk ki.

## Áttérés a dolgokra a tulajdonságokról
Konkretizálás. A testek elektromos tulajdonságáról már a miletoszi Thales is tudott. Az elektronnak, mint külön dolognak a fogalmát viszonylag későn alkották meg. Milyen módon ment ez az áttérés a tulajdonságról a tárgyra? Megmutatkozott az elektromos tulajdonságok diszkrét jellege. Kiszámították a feltételezett gömbtérfogatot és kiszámították annak sugarát. A töltésben lévő elektronnak meghatározott tömeget feleltettek meg. Így alakult ki a dolog, az elektron fogalom. Ezt a folyamatot nevezhetjük konkretizálásnak. Lehetnek különböző formái.
A csúcs, apa relációkkal összefüggő absztrakt tulajdonságokról konkrét tárgyra úgy lehet rátérni, hogy rámutatunk ezekre a relációkra, vagyis relativizáljuk a tulajdonságokat: a hegy csúcsa, Péter apja stb.
A konkretizálás az absztrahálással ellentétes, az interpretáció a formalizálással ellentétes eljárás.

## Áttérés a dologra – más tárgyakról
Izoláció. Ismeretes, hogy ismertetőjegyek önmagukban nem léteznek, ahogy tárgyak sem léteznek ismertetőjegyek nélkül. Ez azt jelenti, hogy absztrakció, egyoldalú meghatározás mind az ismertetőjegy fogalma, mind a tárgy fogalma. Következésképen nem lehet szembeállítani a dolgot, mint konkrétat az ismertetőjegyekkel, mint absztrakttal. Az ismertetőjegy mindamellett a tárgy többi ismertetőjegyétől való elvonatkoztatás is. Miből absztraháljuk akkor magát a tárgyat?
A tárgy meghatározott körülményekből, helyzetből, rendszerből való absztrakció. Más szóval a környezettől való izolációról van szó. A közeg azonban a dolgok összessége, következésképpen az izoláció egyes dolgokról más dolgokra való áttérés. A tárgyak közti összefüggések létezése teremti meg az egyes tárgyak izolálásának lehetőségét.